# Squeezing Out Sparks
Squeezing Out Sparks (en español: Exprimiendo chispas) es el cuarto álbum de estudio del músico británico de rock Graham Parker con su banda The Rumour, lanzado en marzo de 1979, por los sellos Arista, Vertigo, y Mercury. Contó con la producción del ya consagrado productor Phil Spector. Contiene el tema Local Girls, una de las canciones más importantes y conocidas de Parker.
El álbum fue críticamente aclamado por la crítica, siendo votado como álbum del año por el periódico estadounidense The Village Voice y ubicado en el puesto 334 de los 500 mejores álbumes de todos los tiempos de la revista Rolling Stone, hasta el 2020.

## Contexto
The Rumour y Graham Parker estaban atravesando por problemas económicos, debido a la falta de éxito de sus discos previos. Por ese motivo Parker renunció a su contrato con Mercury Records, y firmó con Arista, en 1979.
Con ayuda del productor estadounidense Jack Nitzsche, la banda encontró su sonido y decidieron ponerse a trabajar en su cuarto álbum.

### Grabación
El álbum se grabó durante 11 días en los estudios Lansdowne, en Londres.

## Legado
El álbum ocupaba el puesto 334 en la lista de los mejores 500 Álbumes de todos los tiempos de la revista Rolling Stone en su segunda edición del 2012. Sin embargo, en la reedición de 2020, el álbum desapareció de la lista.